# 維亞濟沃克 (霍羅爾區)
49°43′9″N 33°5′37″E / 49.71917°N 33.09361°E
維亞濟沃克（烏克蘭語：В'язівок），是烏克蘭中部的村莊，隸屬波爾塔瓦州的盧布尼區。該村距離索菲涅1公里和安德里伊夫卡2公里，海拔高度121米，2001年人口207。